# Zelotes aestus
Zelotes aestus este o specie de păianjeni din genul Zelotes, familia Gnaphosidae. A fost descrisă pentru prima dată de Clarence Mitchell Tucker în anul 1923.
Este endemică în Namibia. Conform Catalogue of Life specia Zelotes aestus nu are subspecii cunoscute.